# Стрівка (Шманьківці)
Стрівка (пол. Striwka) — колишнє село в Україні, нині — вулиця Стрілка та частина села Шманьківців Тернопільської области.

## Назва
Назва Стрівка, можливо походить від того, що на цій вулиці проходили якісь зустрічі (зустрів, стрівка).

## Історія
Село відоме з XIX століття, як присілок Шманьківців.

## Водойми
З південного боку вулиці бере свій початок потічок Самець.